# Genoplesium sagittiferum
Genoplesium sagittiferum är en orkidéart som först beskrevs av Herman Montague Rucker Rupp, och fick sitt nu gällande namn av David Lloyd Jones och Mark Alwin Clements. Genoplesium sagittiferum ingår i släktet Genoplesium och familjen orkidéer. Inga underarter finns listade i Catalogue of Life.